# Spitting Image
|  | Per a altres significats, vegeu «Spitting Image (videojoc)». |

Spitting Image va ser un programa de televisió satíric realitzat a la Gran Bretanya i que estava protagonitzat per titelles. El programa es va emetre a la xarxa de televisió privada ITV entre 1984 i 1996. El programa el produïa Spitting Image Productions per a Central Independent Television, i va ser nominat a 10 Premis BAFTA, guanyant el de realització en 1989.
El programa estava protagonitzat íntegrament per titelles, que caricaturitzaven a personatges famosos de les dècades dels anys 80 i 90. El programa realitzava majoritàriament sàtira política, sents els personatges de la primera ministra britànica Margaret Thatcher, el president nord-americà Ronald Reagan i la família reial britànica els protagonistes de gran part dels sketchos.

## Història

### Desenvolupament
Martin Lambie-Nairn va idear un programa de televisió satíric protagonitzat per titelles, i va proposar el projecte a Peter Fluck i Roger Law, dos il·lustradors i escultors que treballaven principalment per a mitjans impresos. Fluck i Law acceptaren l'encàrrec, i van dissenyar els titelles, que caricaturaven personatges públics. Hi havia un equip que els ajudava en la realització dels titelles, on hi ha artistes com David Stoten, Pablo Bach, Steve Bendelack i Tim Watts. Al programa també s'hi realitzaven paròdies musicals, realitzades primer per Philip Pope (que havia treballat als programes Who Dares Wins i The Hee Bee Gee Bees) i per Steve Brown posteriorment.

### Inicis
Fluck i Law no tenien cap experiència en televisió, si bé havien treballat durant anys realitzant figures de plastilina, que fotografiaven per a il·lustrar articles a the Sunday Times Magazine. Es van unir a l'editor de la revista National Lampoon i guionista Tony Hendra, que havien conegut mentre treballaven als Estats Units. Hendra va portar a John Lloyd, productor de Not The Nine O'Clock News. A l'equip s'unirien també Jon Blair, un productor de documentals i Louise Gold, titellaire a l'equip del programa de Jim Henson, The Muppet Show, i única persona a l'equip amb experiència treballant amb titelles. La producció del programa era finançada per Clive Sinclair.
L'episodi pilot de Spitting Image tardaria dos anys a vore la llum. El pilot, que mai va ser emés, va rodar-se entre el 27 i 30 de juny de 1983, si bé abans s'havia rodat una versió preliminar el 30 de gener de 1983. En total, es va tardar cinc mesos a rodar l'episodi pilot, que va costar la xifra rècord de 150.000 Lliures esterlines.
La primera temporada es va començar a emetre el 1984, centrant-se en la crítica política, i no va rebre una bona acollida per part del públic. De fet els primers episodis han rebut males crítiques sovint, fet que s'explicaria pel fet que el personal encara no estaria avesat a treballar amb titelles. A partir de la segona temporada, es va contractar a Rob Grant i Doug Naylor com a guionistes. Amb la seua arribada, Spitting Image es va convertir en un programa molt popular, que va arribar a tindre 12 milions de televidents, el que fa un 25% de la població adulta d'Anglaterra per aquelles dates. Grant i Naylor continuarien com a guionistes fins que marxarien a BBC2 per a treballar en Red Dwarf.
El programa va tindre una xicoteta disputa judicial amb Norris McWhirter, cofundador del Llibre Guinness dels Rècords, quan aquest denuncià el programa a la Independent Broadcasting Authority (IBA) en 1985 per mostrar imatges subliminars on apareixia el seu rostre sobre el cos nu d'una dona. Els jutges van estimar que els fets denunciats no constituïen cap delicte.

### Producció
Els programes s'enregistraven en els estudis de Central Independent Television a Nottingham amb addicions d'última hora que s'enregistraven en els Limehouse Studios de Canary Wharf, a Londres. Era en aquestes últimes instal·lacions on estava la seu de Spitting Image Productions.

### Evolució
La dimissió de Margaret Thatcher el novembre de 1990 i la seua substitució pel també conservador John Major va marcar el futur del programa. D'una banda s'abandonen els gags curts amb referències directes per passar a trames més subtils i atmosfèriques, sent molt recordat un gag on John Major (el titella del qual representaven pintada completament de color gris) i la seua dona menjaven pésols per a sopar, sense que cap cosa en concret passara. Major no era un personatge tan popular com Margaret Thatcher. Per tal de mantenir l'interés en el personatge els guionistes s'inventaren un afer entre ell i Virginia Bottomley. Curiosament, més tard se sabria que Major, efectivament, va tindre un afer per aquelles dates, però amb Edwina Currie.
El programa va incorporar sketchos animats en 1989 i una altra vegada en 1994. També cal destacar la realització de diversos programes especials per a les eleccions de 1987 i 1992, sent l'especial electoral de 1992 la primera vegada que un capítol del programa es va realitzar amb públic a l'estudi. Després d'aquest experiment, els capítols de finals de 1993 tornarien a incloure públic en directe.
Cal esmentar també que el primer episodi de Spitting Image va ser emés amb rialles en llauna, aparentment per decisió de Central Television. Aquell episodi també es va mostrar a públic abans de ser emés.

### Declivi
Els guionistes, Mark Burton, John O'Farrell, Pete Sinclair i Stuart Silver abandonen el programa en 1993, sent cancel·lat el programa en 1995, quan l'audiència havia abaixat fins a 6,4 milions de telespectadors. L'última temporada es va emetre entre gener i febrer de 1996. L'episodi final presentava "Les Últimes Profecies de Spitting Image" en les quals els laboristes accedien al número 10 de Downing Street, com finalment va ocórrer després de les eleccions de 1997.
En 2006, ITV va emetre un programa especial on es recollien alguns dels millors esquetxos del programa i entrevistes a diversos famosos, anomenat "Best Ever Spitting Image". Per a aquell programa especial, es van realitzar dos titelles representant als humoristes Ant & Dec. Aquests titelles es van realitzar en contra de la voluntat de Roger Law, creador de la sèrie, i es considera que per aquest fet és molt difícil que es facen nous programes de Spitting Image.

### Re-emissions, adaptacions i llegat

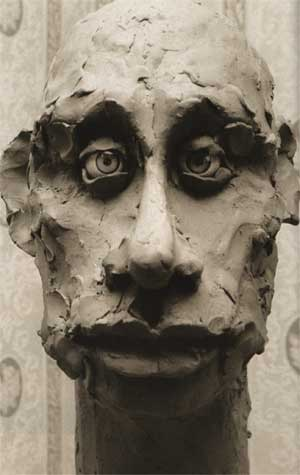
Titella de Vladímir Putin del programa Kulki.

Des de l'octubre de 1996 fins al gener de 1998 les 11 primeres temporades de Spitting Image es van tornar a emetre al canal UK GOLD amb periodicitat setmanal. A partir del gener i fins a setembre es van tornar a emetre una altra vegada, aquesta vegada tres vegades per setmana. Entre 2001 i 2003 es van emetre versions adaptades dels episodis de les tres primeres temporades i de la setena al canal Granada Plus.
Uns 200 dels titelles del programa es van vendre en una subhasta per internet realitzada per Sotheby's a principis de la dècada dels 2000. En 2001 es va fer un titella d'Ossama bin Laden especialment per a ser subhastada, els beneficis de la qual van ser donats a organitzacions benèfiques.
El febrer de 2008, Comedy Central Extra començà a emetre regularment repeticions regulars de Spitting Image.
En cancel·lar-se el programa, a la televisió del Regne Unit s'han emés diversos programes amb una temàtica similar a la de Spiting Image. 2DTV va ser un programa que també utilitzava caricatures per a analitzar des d'un punt de vista satíric l'actualitat del país, si bé a diferència del que es va fer en Spiting Image, no s'utilitzaven titelles sinó animació tradicional. 2DTV es va emetre entre 2001 i 2004 a ITV, el mateix canal on va fer-ho el programa original. Entre abril i juny de 2008 es va emetre també a ITV un programa satíric realitzat amb animació 3D, anomenat Headcases, i del que sols es van realitzar 8 episodis.
Spitting Image també es va emetre fora del Regne Unit. A finals dels anys 80 es va emetre a la Canadian Broadcasting Corporation i també a la NBC, televisió dels Estats Units d'Amèrica. A Catalunya es va emetre pel Canal 33, i a Espanya també es van emetre diversos sketchos, alguns traduïts al castellà.
Específicament per als Estats Units d'Amèrica es va realitzar en 1986 un programa especial anomenat Spitting Image: Down and Out in the White House. El programa, emés a la NBC,
El programa no va tindre massa èxit entre el públic, possiblement perquè el seu humor era encara molt britànic i era molt irreverent amb Ronald Reagan, aleshores un personatge enormement popular entre el públic americà. Tanmateix, sí que va rebre bones crítiques a la premsa, i es van realitzar més programes especials, titulats The Ronnie and Nancy Show (i dedicat també al president Ronald Reagan), The 1987 Movie Awards (emés amb motiu dels Premis de l'Acadèmia), Bumbledown: The Life and Times of Ronald Reagan (un fals documental sobre el president nord-americà) i The Sound of Maggie (un musical basat lleugerament en West Side Story).
Al Japó es va emetre una versió adaptada a l'actualitat del país, anomenada Spitting Image Japan. Es va emetre durant 1994 com una secció dins del programa Raster Tunnels 94 (ラスタとんねるず'94) de la cadena Fuji Television.
A Rússia es va emetre un programa similar, anomenat Kukli (Куклы), que es va emetre a la televisió privada NTV entre 1994 i 2002. El programa va arribar a rebre pressions del Kremlin per tal que el titella Vladímir Putin fóra suprimida del programa. Els creadors de Kulki van viatjar a Gran Bretanya per a formar-se i aprendre dels creadors de Spitting Image, tal com Roger Law va declarar a un programa de ràdio de la BBC en 2010.
Es considera al programa francés Le Bébête Show com un dels primers programes hereus de Spitting Image. Le Bébête Show era un programa de titelles que parodiava l'actualitat política francesa i que s'emetia a TF1. Tanmateix, no podia ser hereu de Spitting Image, doncs la seua primera emissió data de 1982, dos anys abans que la del programa britànic, i la seua estètica era més semblant a la de The Muppet Show que a la de Spitting Image, més realista i, sobretot, amb una crítica molt més sagnant. Le Bébête Show desapareix en 1995, i es considera que la irrupció de Les Guignols de l'info va ser una de les causes de la seua cancel·lació.
Les Guignols de l'info, també francés, és un dels programes de televisió inspirats en Spitting Image que més èxit ha obtingut. Ha arribat a tindre 3,5 milions d'espectadors, i ha estat el programa de més èxit de la seua cadena durant anys. Les Guignols de l'info és un programa protagonitzat per titelles que amb format d'informatiu de televisió analitza l'actualitat francesa i s'emet cada dia (amb resums setmanals) al Canal +. El programa es va emetre per primera vegada el 28 d'agost de 1988 amb el nom de Les Arènes de l'info, i des del 16 de març de 1989 s'emet amb el format actual. Amb més de 20 anys d'emissió ininterrompuda, Les Guignols de l'info és un dels programes d'aquestes característiques amb major longevitat. Les Guignols han tingut diverses adaptacions a altres països o regions, sent la primera d'elles Les Décodeurs de l'info, adaptació belga de curta vida que es va emetre a principis dels anys 90. Actualment la versió francesa de Les Guignols es continua emetent a la televisió francòfona BeTV (coneguda anteriorment com a Canal+ Belgique).
L'adaptació més reeixida va ser Las noticias del guiñol, versió espanyola de Les Guignols de l'info emesa a la cadena de televisió Canal + (que posteriorment esdevindria Cuatro) des del 5 de setembre de 1995 fins a la seua cancel·lació en estiu del 2008. Una última adaptació del programa va ser Les Guignols d'Afrique, versió camerunesa del programa.
Altres programes fortament basats en el format de teleinformatiu de Les Guignols de l'info són Contra Informação (programa portuguès emés a RTP1 entre el 19 d'abril de 1996 i el 10 de desembre de 2010) i Les Bouffons de la Confédération (programa suís emés del 13 de setembre de 2009 al 27 de juny de 2010).
El programa català Polònia, realitzat per Minoria Absoluta i emés a TV3 des del 16 de febrer del 2006, és vist sovint com un programa hereu de Spitting Image, malgrat que en aquest programa les imitacions les realitzen actors disfressats i no titelles. El mateix Toni Soler, director del programa, ha admés públicament la seua admiració pel programa britànic.

## Personatges

### Polítics

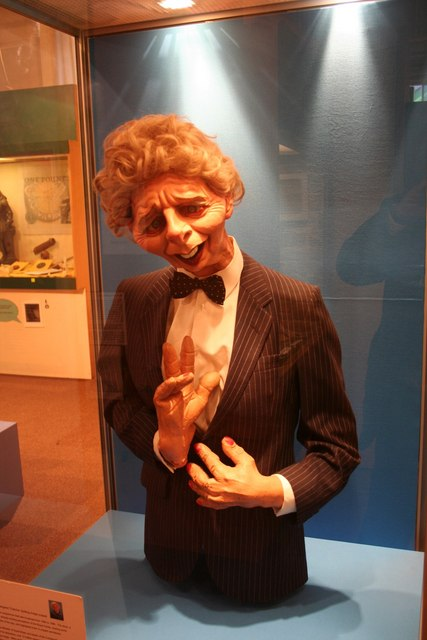
Margaret Thatcher va ser un personatge molt criticat a Spitting Image.

Diversos polítics britànics van ser parodiats al programa. La primera ministra Margaret Thatcher era descrita com una tirana que intimidava i colpejava als seus ministres, vestia com un home El titella de Thatcher també va ser representada fumant cigars, orinant dempeus i mostrant odi vers tot allò francés. A alguns esquetxos la representaren parlant amistosament i abraçant-se al seu veí, Adolf Hitler. Entre altres polítics conservadors hi ha a Norman Tebbit, ministre que era representat com un home rude, amb una estètica propera a la dels skinheads, vestit de cuir i que es referia a Thatcher com a la "líder", arribant a colpejar a altres ministres. A John Major, el primer ministre que substituí a Thatcher, el representaven com un home gris, a qui Humphrey, el gat de Downing Street prenia el pèl.
Pel que fa al líder de l'oposició, el laborista Neil Kinnock era representat com un home que es podia estar parlant sobre polítiques durant hores. Sovint es referien a ell amb el malnom the Welsh Windbag, un apel·latiu pejoratiu amb què els anglesos solen referir-se als gal·lesos, d'on Kinnock era originari. Windbag, en anglès vol dir "una persona que parla molt, dient sovint coses sense importància". El diputat laborista Roy Hattersley era representat com una persona que salivava al parlar i el futur primer ministre laborista, Tony Blair, va aparèixer per primera vegada en 1994, quasi al final de la vida del programa. Blair era representat com un xicon de l'escola pública, vestit amb pantalons curts i gorreta, i repetia contínuament la frase "I'm the Leader" ("Jo sóc el líder") en referència al seu intent d'accedir al lideratge del partit laborista. Quan finalment esdevingué líder del partit, la seua caricatura canvià per la d'un personatge somrient, que després de dir una frase suposadament important apareixia amb un somriure exageradament gran i amb lluïssor a les dents.
Pel que fa als polítics de l'Aliança dels partits Socialdemòcrata i Liberal, David Owen era descrit com un populista, arrogant i indecís, que portava a un minúscul David Steel a la seua butxaca i el manipulava. Steel ha declarat públicament que considera que la representació que d'ell es va fer al programa va afectar negativament a la seua imatge i credibilitat, opinió compartida per Owen. El seu substitut va ser Paddy Ashdown, qui era representat com un personatge equidistant. La seua equidistància era parodiada posant-lo a un costat de la pantalla durant sketchos on no havia d'aparèixer, on deia "Ni estic en aquest sketch ni tampoc no ho estic, sinó que em trobe en una posició intermèdia". Aquest acudit va ser adaptat quan es va saber que Ashdown havia tingut una relació extramatrimonial, fent que el seu personatge diguera "No li tocava en la cama esquerra ni en la dreta, sinó en un lloc intermedi".

### Família Reial
A Spitting Image també es parodiava a la Família Reial Britànica. La Reina era representada com un personatge esbojarrat, que vestia de manera estrident i portava un distintiu de Campaign for Nuclear Disarmament, el moviment pacifista pel desarmament nuclear. El Duc d'Edimburg era un trabucaire que vestia sempre amb uniforme naval, Carles de Gal·les era un pseudo-hippie que va treballar com a taxista als últims episodis, i Diana de Gal·les era representada com una Sloane Ranger famolenca de publicitat.
Entre els altres membres de la família reial destacaven el Príncep Andreu de York, representat com un playboy i Elisabet Bowes-Lyon, la Reina Mare, apareixia com un personatge senil que normalment portava una botella de ginebra Gordon's i un exemplar del Racing Post, la revista especialitzada en curses de cavalls.

### Polítics internacionals
El President dels Estats Units, Ronald Reagan, va ser un dels personatges més parodiats al programa. Era representat com un ximplet obsessionat amb l'armament nuclear. Normalment apareixia representat al seu llit, juntament amb la seua muller, Nancy Reagan (sobre qui feien diversos acudits al voltant de la cirurgia estètica) i Bonzo, un ximpanzé (en referència a la pel·lícula de 1951 Bedtime for Bonzo, protagonitzada pel mateix Reagan). També es feien bromes sobre el seu cervell, presentant-lo com una xicoteta pilota saltarina.

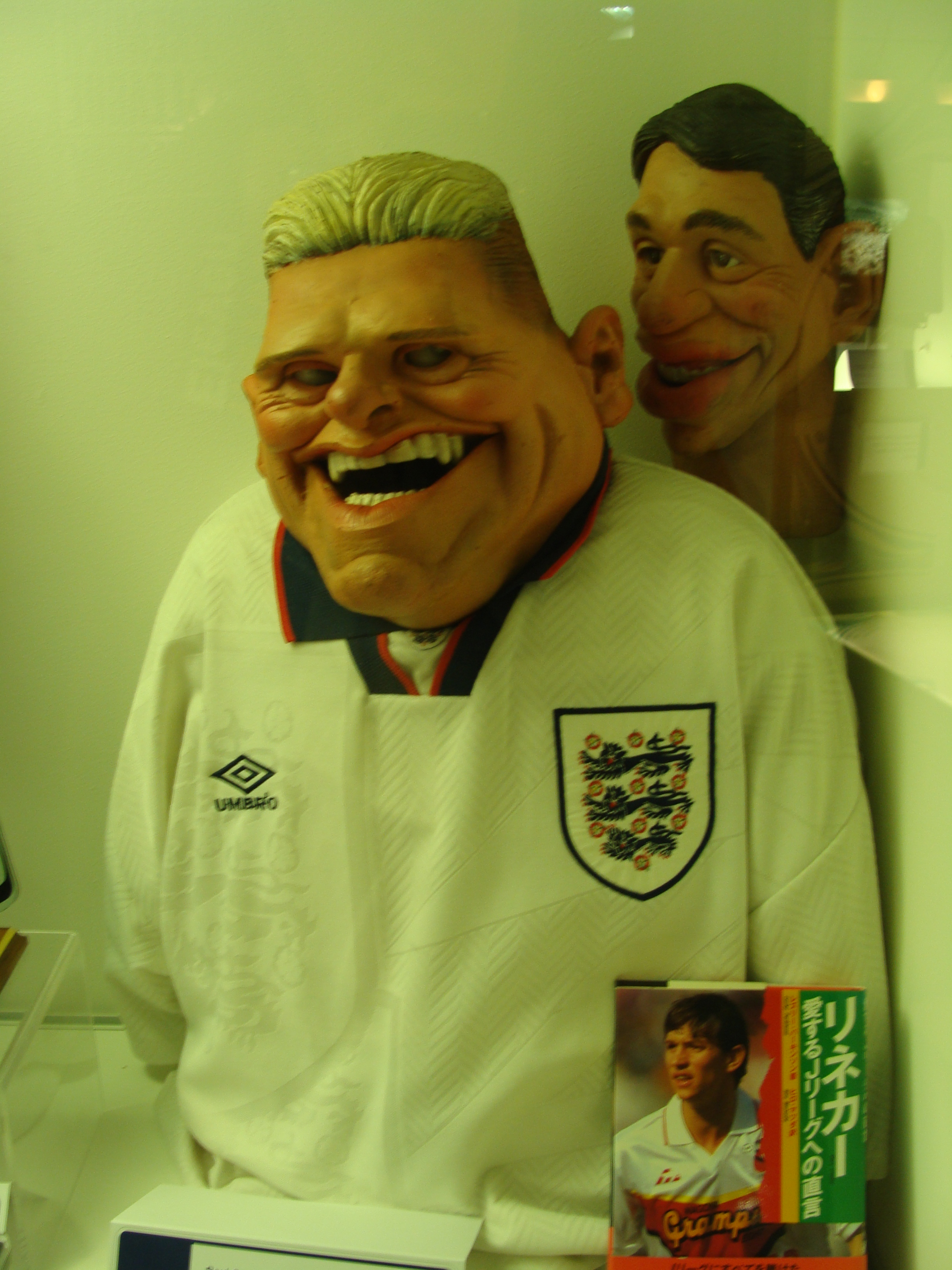
Els titelles dels futbolistes Gary Lineker i Paul Gascoigne.

Entre altres líders internacionals es representava al Papa Joan Pau II com una persona promiscua que parlava anglès amb accent de Texas i tocava el banjo. El govern de la Unió Soviètica estava representat per diversos titelles genèrics, entre les quals sols es podia reconèixer la caricatura del President del Presídium, representat normalment com algú vell i feble. Alguns dels titelles genèrics que representaven membres del govern soviètic tenien una semblança física amb Leonid Bréjnev, mort abans de l'estrena del programa.

### Esportistes
Entre els personatges parodiats hi ha l'entrenador de la selecció de futbol d'Anglaterra, Bobby Robson, que era representat com una persona senil a qui anomenaven 'Rubbisho'. El jugador Paul Gascoigne apareixia plorant, en referència al partit que Anglaterra va perdre contra Alemanya Federal a les semifinals del Mundial de 1990.

### Famosos
Diverses persones famoses o populars van ser parodiades al programa: presentadors de televisió, actors de cinema, músics i fins i tot l'home de negocis Rupert Murdoch, propietari del periòdic The Sun. Sovint els periodistes eren representats com a porcs antropomòrfics.
A Spitting Image es van realitzar sovint paròdies musicals de diversos temes famosos. Molts músics i artistes van tindre el seu titella, i fins i tot els titelles de Spiting Image es van utilitzar a videoclips reals.

## Les cançons
A més, Spiting Image va publicar diversos singles o discs amb les cançons parodiades al programa. El primer single, publicat el 1984, era una versió de la cançó de The Crystals Da Doo Ron Ron. La versió de Spitting Image, reanomenada Da Do Run Ron, representava una (falsa) cançó per a la campanya electoral de Ronald Reagan.
La cara B d'aquest single era una altra versió d'una cançó existent, anomenada Just A Girl Who Can't Say No extreta del musical Oklahoma. La cançó parodiava la vida sexual del Príncep Andreu.
En 1986 Spitting Image va traure un single anomenat "The Chicken Song", una paròdia de les cançons de l'estiu, que gràcies a les seues lletres simples i mancades de sentit i a una melodia repetitiva i senzilla, va esdevindre la cançó número 1 a les llistes del Regne Unit durant tres setmanes (del 17 de maig de 1986 al 3 de juny de 1986). La cara B d'aquell single va ser "I've Never Met a Nice South African", una cançó denúncia de l'apartheid. "The Chicken Song" va ser publicat també en format de 12 polzades. En aquella edició es van incloure les cançons "Hello You Must Be Going" i una paròdia de "We are the World" anomenada "We're Scared Of Bob". Posteriorment es publicarien també altres cançons -incloent-hi un cor Gospel de temàtica atea- i un LP recopilatori anomenat "Spit In Your Ear" voria la llum en 1986. En 1990 es publica un segon LP recopilatori de cançons aparegudes al programa de televisió, anomenat "20 Great Golden Gobs".
També en 1986 els titelles de Spitting Image experimentarien un altre èxit musical en aparèixer al videoclip de la cançó "Land of Confusion" de Genesis.
L'sketch final del programa especial sobre les eleccions de 1987 presentava a un xiquet, vestint un vestit a ratlles fosques i un bombí, com un banquer prototípic, que cantava "Tomorrow Belongs To Me", cançó de la pel·lícula Cabaret. La paròdia canviava al xiquet (que a la pel·lícula original era membre de les Joventuts Hitlerianes) i a simpatitzants nazis pels ministres del govern de Margaret Thatcher, del Partit Conservador, que se sumaven a cantar emocionadament amb el xicon.

## Productes derivats
A més dels diversos vinils amb cançons, des de 1986 el llançament de vídeos recopilatoris amb contingut del programa va ser una constant.
Les primeres vuit sèries, que corresponen als anys 1984-1990, han estat publicades també en DVD. Les primeres 7 sèries s'han recopilat en una caixa amb 11 discos. Tanmateix, cap dels especials emesos en eixes dates ha estat posat a la venda.
A més, el nadal de 1988 es va posar a la venda el videojoc de Spitting Image. Es van fer diverses versions del videojoc, compatibles amb Sinclair ZX Spectrum, Amstrad CPC, Amiga, Commodore 64.